# Julius Langbehn

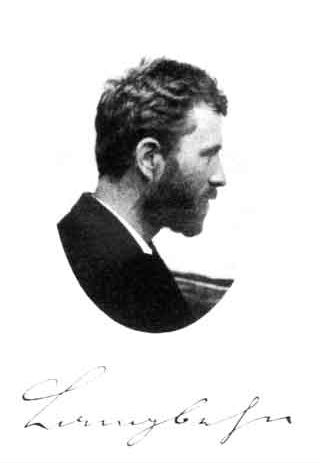
Julius Langbehn

Julius Langbehn (ur. 26 marca 1851 w Haderslev w Szlezwik-Holsztynie, zm. 30 kwietnia 1907 w Rosenheim) – niemiecki pisarz i krytyk kultury, nacjonalista i antysemita.
W swoich pracach występował przeciwko industrializacji. Był przeciwnikiem materializmu i antysemitą. Opublikował „Rembrandt als Erzieher” (1890 anonimowo), „Vierzig Lieder von einem Deutschen” (1891), „Dürer als Führer” (1928), „Der Geist des Ganzen” (1930), „Briefe an Bischof Keppler” (1937). Idee propagowane przez Juliusa Langbehna wywarły silny wpływ na rozwój antysemityzmu w Niemczech.
W swojej książce "Rembrandt als Erzieher" (wydanej anonimowo w 1890 r.) oświadczył, że holenderski artysta był klasycznym przedstawicielem rasy nordyckiej i apelował o powrót niemieckiej sztuki do jej rasowych korzeni, tworząc kulturowy imperatyw. Według Langbehna Żydzi byli „dla nas trucizną i jako tacy będą musieli być traktowani”; „Żydzi są jedynie przelotną plagą i zarazą”, jak ujął to w 1892 roku. Książka Langbehna doczekała się czterdziestu dodruków w niewiele ponad rok, a jeszcze długo później była bestsellerem.

## Źródła internetowe
- „Encyklopedia Gutenberga”